# Уракава, Михаил Васабуро
Михаил Васабуро Уракава (яп. ミカエル浦川和三郎 Микаэру Уракава Васабуро:, 6 апреля 1876 года, Нагасаки — 24 ноября 1955 года, Сендай) — католический прелат, епископ Сендая с 20 ноября 1941 года по 26 ноября 1953 года.

## Биография
1 июля 1906 года Михаил Васабуро Уракава был рукоположен в священника.
20 ноября 1941 года Римский папа Пий XII назначил Михаила Васабуро Уракаву епископом Сендая. 18 января 1942 года состоялось рукоположение Михаила Васабуро Уракавы в епископа, которое совершил апостольский делегат в Японии Паоло Марелла в сослужении с архиепископом Токио Петром Тацуо Дои и апостольским викарием Хиросимы Йоганнесом Петером Францискусом Россом.
26 ноября 1953 года Михаил Васабуро Уракава вышел в отставку и в этот же день был назначен титулярным епископом Атталеи Памфилийской. Скончался 24 ноября 1955 года в городе Сендай.